# Micromeria perez-pazii
Micromeria perez-pazii là một loài thực vật có hoa trong họ Hoa môi. Loài này được G.Kunkel mô tả khoa học đầu tiên năm 1978 publ. 1980.